# Machadodorp
Machadodorp est une ville de montagne de la province du  Mpumalanga en Afrique du Sud. La Rivière Elands traverse la ville qui possède également une source à la radioactivité naturelle réputée pour ses qualités sanitaires.

## Histoire

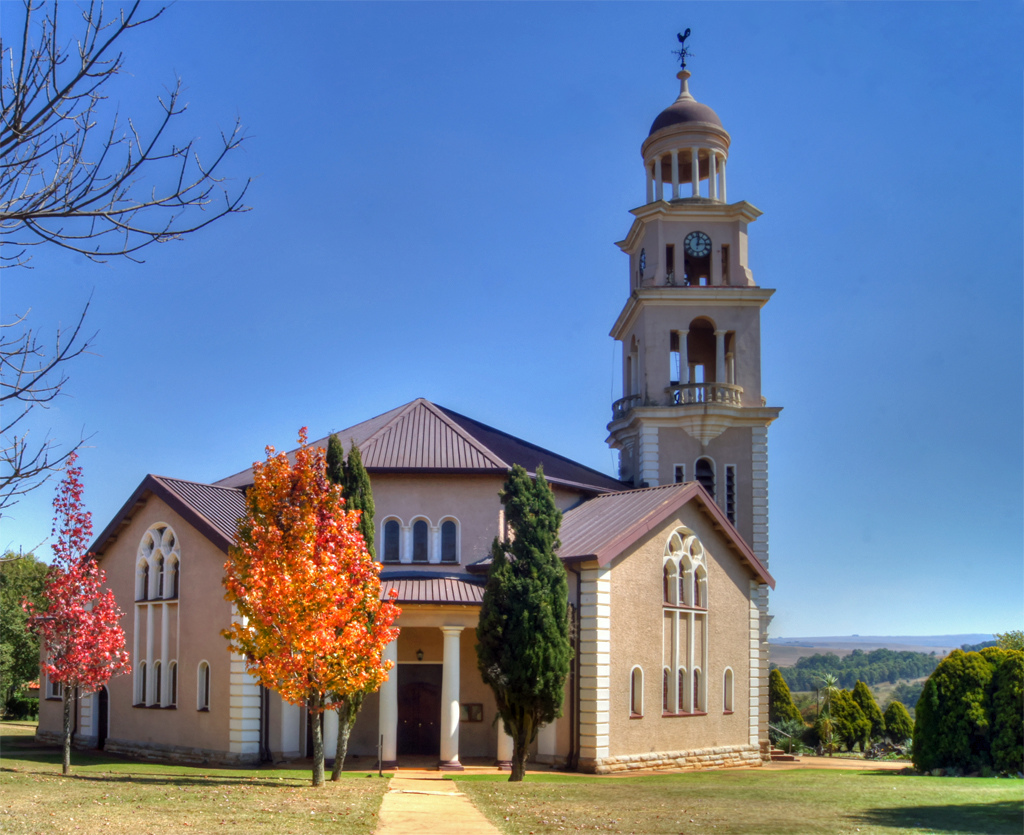
Église réformée hollandaise de Machadodorp

Le village de Machadodorp s'est construit autour d'une ferme et d'un centre de ravitaillement nommé Geluk. En 1894, la localité prit le nom de Machadodorp afin de rendre hommage au Major Joachim Machado, un ingénieur qui avait prospecté la région pour y faire passer la ligne de chemin de fer reliant Pretoria à la baie de Delagoa.
Durant la seconde guerre des Boers, après la prise de Pretoria par les troupes britanniques, Machadodorp fut promue à titre provisoire comme capitale de la république sud-africaine du Transvaal le 5 juin 1900 et siège du gouvernement sud-africain de Paul Kruger.
En 1904, le village acquiert le statut municipal.
En 2010, un nom symbolique africain, eNtokozweni, lui est adossé signifiant place de la joie.

## Ruines de Bokoni
Les collines entourant la ville sont parsemées de milliers de terrasses et de murs en pierre qui formaient un vaste complexe d'habitations, de parcelles agricoles délimitées et de voies de circulation. Il s'agit des restes de l'habitat des Koni, une société agropastorale qui occupa la région depuis, au moins, les débuts du XVIIIe siècle. Les recherches placent l'activité agricole et l'élevage pratiqués par les Koni dans le contexte d'une intensification de l'agriculture à la veille de la colonisation de l'Afrique.